# Đèn lồng

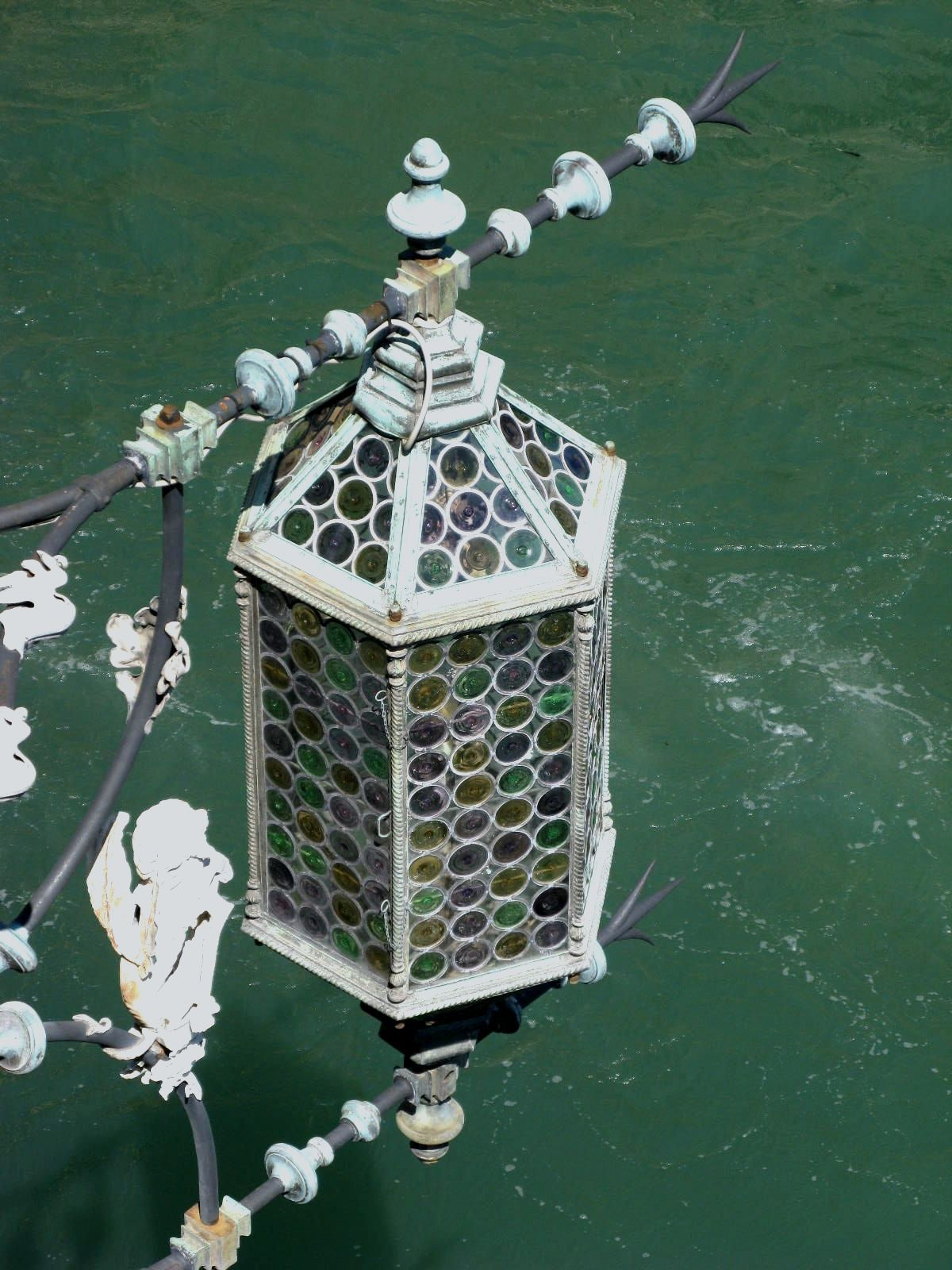
Đèn lồng trên sông đào tại Venice, Italy

Đèn lồng là một dụng cụ phát sáng cầm tay hoặc đặt cố định có giá đỡ hoặc giá treo dùng để chiếu sáng một không gian rộng. Đèn lồng có thể được dùng để báo hiệu, truyền tin bằng tín hiệu giống như đuốc hoặc làm nguồn sáng cho các hoạt động ngoài trời như cắm trại. Những cái có độ sáng yếu thường được dùng để trang trí.

## Lịch sử

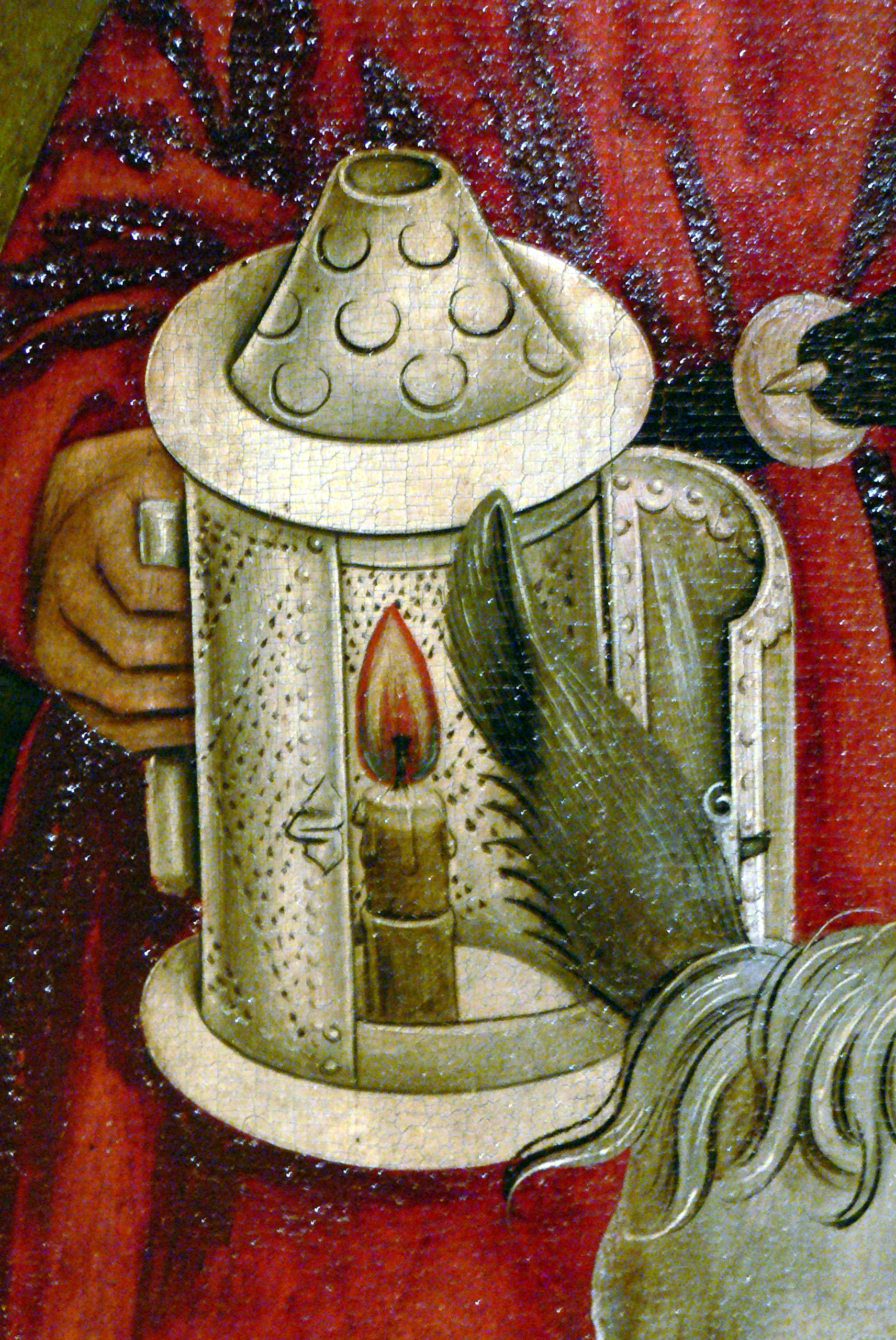
Một đèn lồng dùng nến ở Đức vào thế kỷ 15

Đèn lồng lần đầu tiên được nhắc đến bởi nhà thơ Hy Lạp Theopompus và Empedocles của Agrigento. Đèn lồng được người Hy Lạp cổ đại dùng để xem bói.

## Hình ảnh

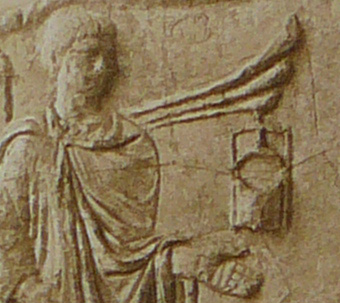
Bức phù điêu có hình ảnh một chiếc đèn lồng gió trên thuyền ga-lê La Mã
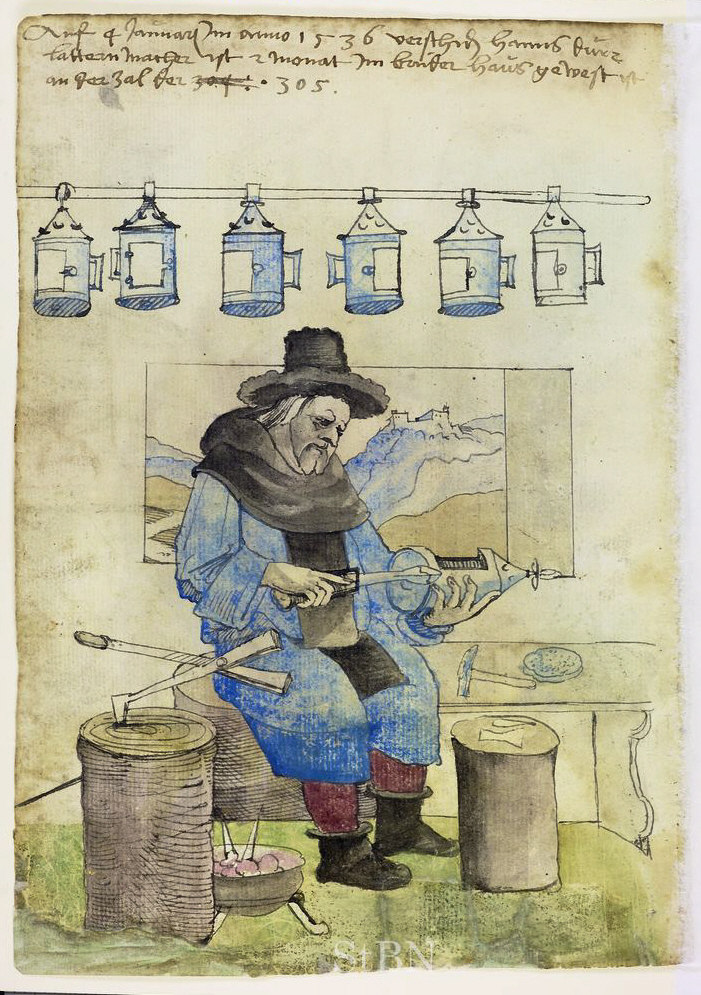
Một người thợ đang làm đèn lồng, 1536
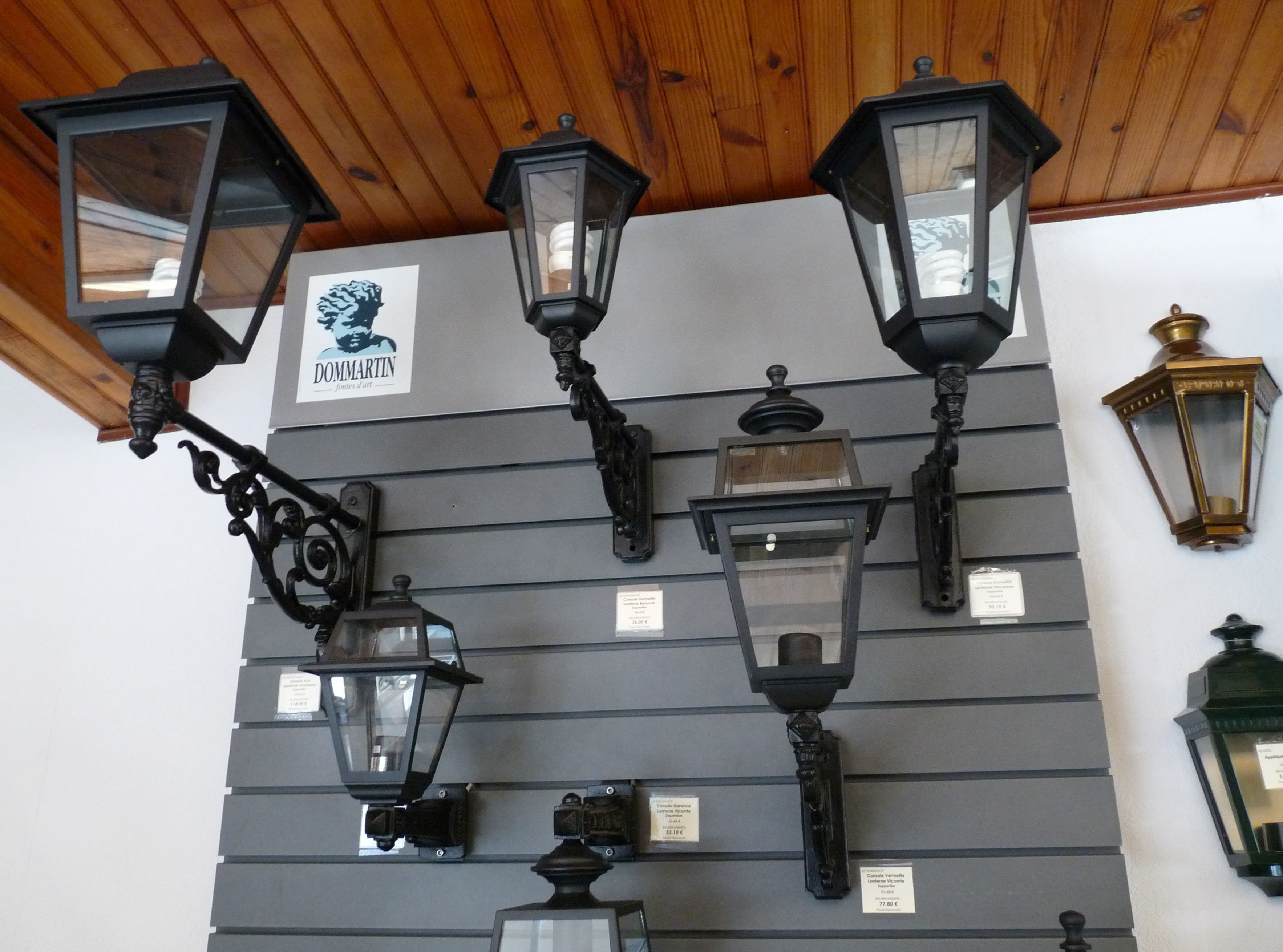
Đèn lồng treo tường tại Pháp
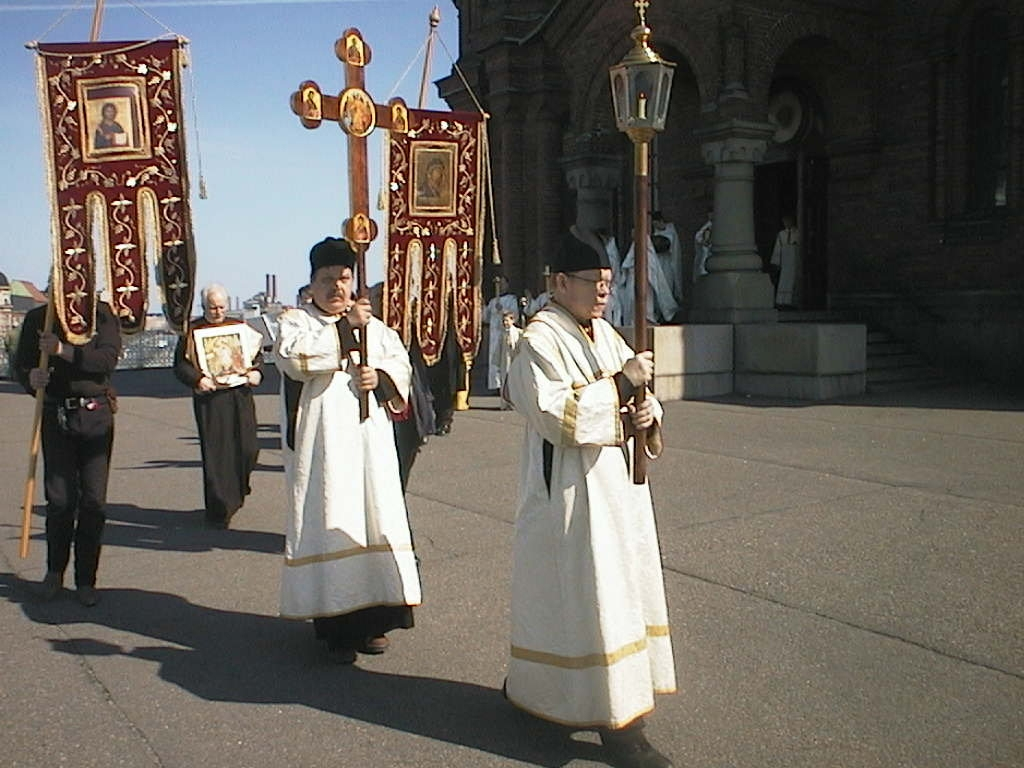
Đèn lồng tại Nga
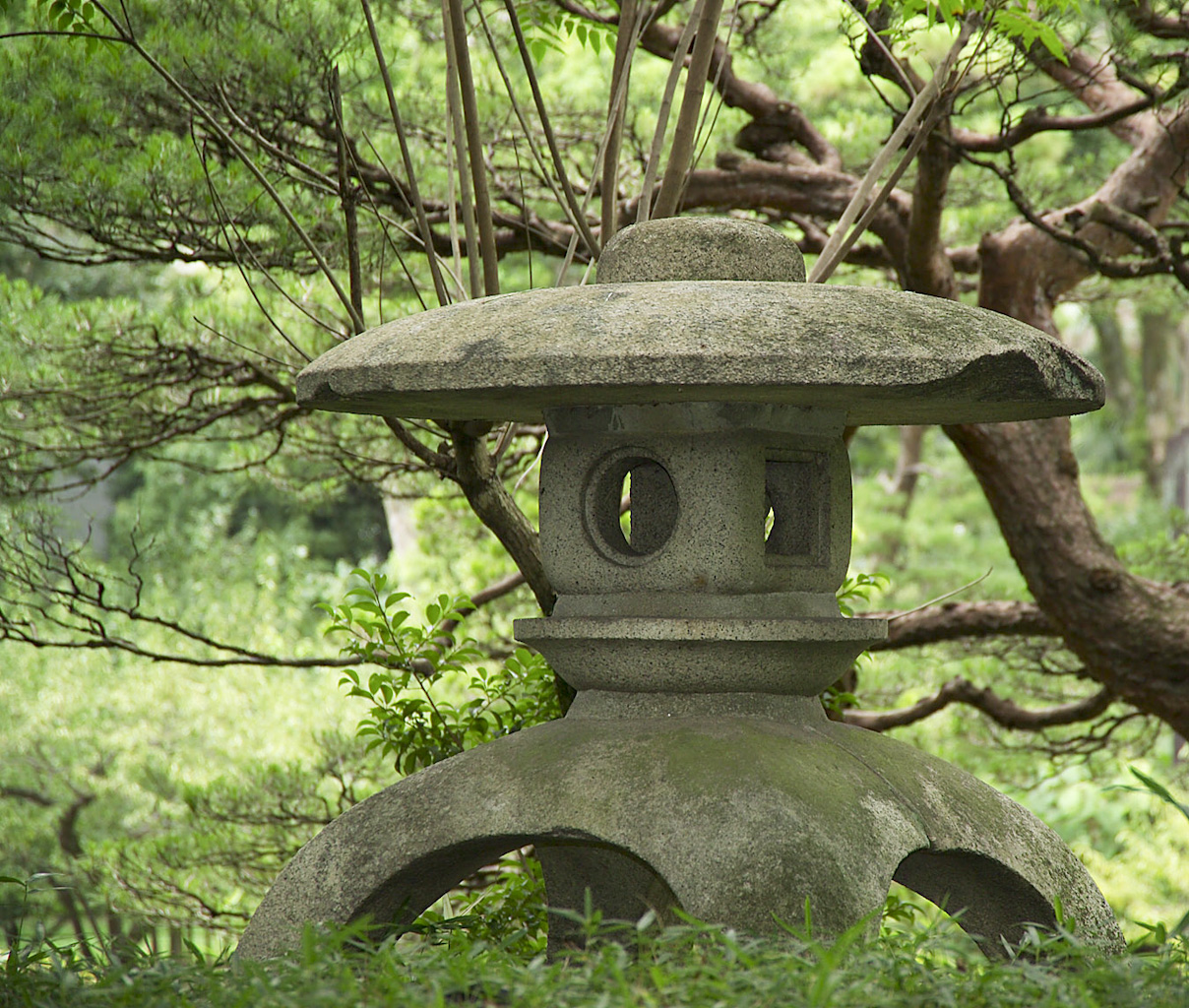
Đèn lồng đá trong vườn tược tại Hiroshima, Nhật Bản